# Antonicca del Balzo
Antonicca del Balzo (... – 23 aprile 1547) è stata una nobile italiana, contessa di Alessano e signora di Giovinazzo, Molfetta e Specchia dal 1524.

## Biografia
Era la figlia di Giovan Francesco del Balzo, conte di Alessano e Specchia, e di Margherita del Balzo. Dopo la morte dei fratelli Raimondo († 1516) e Bernardino († 1524), ereditò tutti i beni della propria famiglia.

## Discendenza

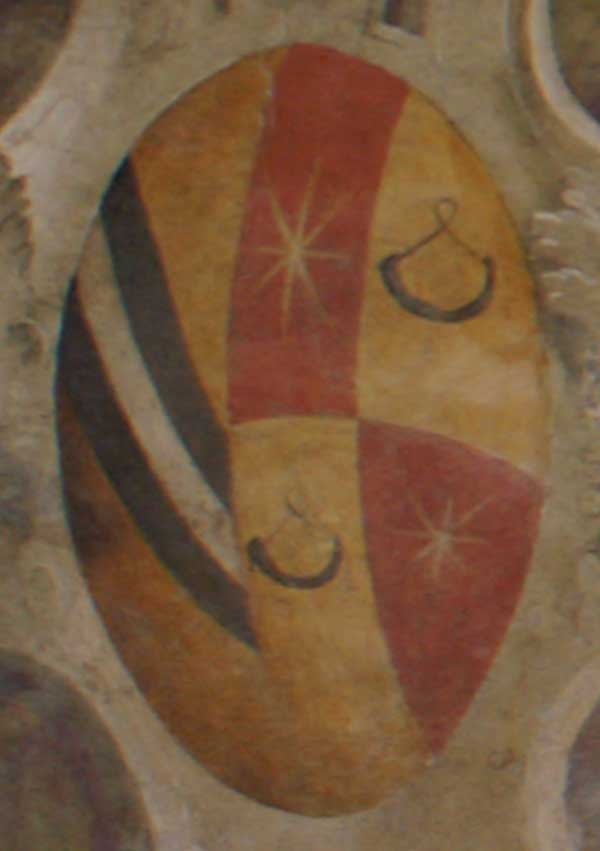
Stemma della famiglia Di Capua-Del Balzo

Si sposò con Ferrante di Capua (1495-1523), duca di Termoli, che fu creato principe di Molfetta dall'imperatore Carlo V d'Asburgo, dalla quale ebbe due figlie:
- Isabella (1510-1559), principessa di Molfetta, la quale sposò Ferrante I Gonzaga, conte di Guastalla;
- Maria († 1555), duchessa di Termoli, che sposò Vincenzo di Capua († 1558), duca di Termoli, marchese di Guglionesi e conte di Gambatesa e Montagano; da tale matrimonio discesero i duchi di Termoli, che aggiunsero al loro cognome quello dei del Balzo.

## Ascendenza
|                            |                       |                                  | Genitori                          |  |  | Nonni                  |  |  | Bisnonni             |  |
|                            |                       |                                  |                                   |  |  | Raimondo III del Balzo |  |  | Giacomo II del Balzo |  |
|                            |                       |                                  |                                   |  |  | Raimondo III del Balzo |  |  | Giacomo II del Balzo |  |
|                            |                       | Covella di Tocco                 |                                   |  |  | Raimondo III del Balzo |  |  |                      |  |
| Giovan Francesco del Balzo |                       |                                  |                                   |  |  | Raimondo III del Balzo |  |  |                      |  |
|                            |                       | Antonicca de Gorrettis           | ? de Gorrettis                    |  |  |                        |  |  |                      |  |
|                            |                       | Antonicca de Gorrettis           | ? de Gorrettis                    |  |  |                        |  |  |                      |  |
|                            |                       | Antonicca de Gorrettis           | Raimondetta Centelles             |  |  |                        |  |  |                      |  |
| Antonicca del Balzo        |                       | Antonicca de Gorrettis           |                                   |  |  |                        |  |  |                      |  |
|                            | Anghilberto del Balzo | Francesco II del Balzo           |                                   |  |  |                        |  |  |                      |  |
|                            | Anghilberto del Balzo | Francesco II del Balzo           |                                   |  |  |                        |  |  |                      |  |
|                            | Anghilberto del Balzo | Sancia di Chiaromonte            |                                   |  |  |                        |  |  |                      |  |
| Margherita del Balzo       | Anghilberto del Balzo |                                  |                                   |  |  |                        |  |  |                      |  |
|                            |                       | Maria Conquesta Orsini del Balzo | Giovanni Antonio Orsini del Balzo |  |  |                        |  |  |                      |  |
|                            |                       | Maria Conquesta Orsini del Balzo | Giovanni Antonio Orsini del Balzo |  |  |                        |  |  |                      |  |
|                            |                       | Maria Conquesta Orsini del Balzo | ?                                 |  |  |                        |  |  |                      |  |
|                            |                       | Maria Conquesta Orsini del Balzo |                                   |  |  |                        |  |  |                      |  |